# أنديرس سفينسون (راكب الكنو)
أنديرس سفينسون (بالسويدية: Anders Svensson)‏ هو راكب الكنو سويدي، ولد في 9 يونيو 1977 في Kungälv ‏ في السويد.

## وصلات خارجية
- أنديرس سفينسون على موقع أوليمبيديا (الإنجليزية)
- أنديرس سفينسون على موقع اللجنة الأولمبية السويدية (السويدية)